# Stone Cold Rhymin'
Stone Cold Rhymin' è il primo album del rapper britannico Young MC.

## Tracce
1. "I Come Off"
2. "Principal's Office"
3. "Bust a Move"
4. "Non Stop"
5. "Fastest Rhyme" (M. Young)
6. "My Name Is Young" (M. Young/M. Dike)
7. "Know How" (M. Young/J. King/M. Simpson)
8. "Roll with the Punches"
9. "I Let 'Em Know"
10. "Pick Up the Pace" (M. Young/M. Dike)
11. "Got More Rhymes" (M. Young/M. Dike/J. King/M. Ross)
12. "Stone Cold Buggin'" (M. Young/M. Dike)
13. "Just Say No" (M. Young/Q. Jones Jr.)